# 破血丹
破血丹（学名：Saussurea acrophila）为菊科风毛菊属下的一个种。

## 扩展阅读
- 維基物種上的相關：破血丹